# Jerseyville
Jerseyville é uma cidade localizada no estado americano de Illinois, no Condado de Jersey.

## Demografia
Segundo o censo americano de 2000, a sua população era de 7984 habitantes.
Em 2006, foi estimada uma população de 8291, um aumento de 307 (3.8%).

## Geografia
De acordo com o United States Census Bureau tem uma área de
11,4 km², dos quais 11,4 km² cobertos por terra e 0,0 km² cobertos por água.

## Localidades na vizinhança
O diagrama seguinte representa as localidades num raio de 20 km ao redor de Jerseyville.